# Giuliano de' Medici (film)
Giuliano de' Medici è un film del 1941 diretto da Ladislao Vajda.

## Trama
Firenze, XV secolo. Le famiglie dei Medici e dei Pazzi sono al vertice della rivalità. Il popolo è sempre più dalla parte dei Medici, che vogliono pace e prosperità per la città. I Pazzi fanno in modo che il padre della sposa segreta di Giuliano, fratello di Lorenzo il Magnifico, voglia vendicare l'onore della figlia, che nel frattempo ha partorito un bambino. Il giovane Giuliano viene ucciso e il popolo fiorentino, comprendendo gli inganni orditi dalla famiglia dei Pazzi, ne fa giustizia sommaria. Lorenzo esilia la sposa del fratello e ne alleva il bambino che diventerà papa Clemente VII.

## Produzione
Il film, girato negli studi Pisorno di Tirrenia inizialmente uscì nelle sale con il titolo La congiura de' Pazzi. In seguito alla visione della pellicola da parte di Benito Mussolini, venne ritirato dal mercato per il suo messaggio antidittatoriale per poi ritornare nelle sale grazie agli appoggi politici del produttore in una versione ridoppiata, con il nuovo titolo Giuliano de' Medici e con la scomparsa dai titoli di testa del nome del regista.
Il doppiatore Giulio Panicali dà la voce sia al protagonista Leonardo Cortese che all'antagonista Osvaldo Valenti.

## Distribuzione
Il film venne distribuito nel circuito cinematografico italiano il 27 febbraio 1941.

## Critica
(Mario Gromo, La Stampa, 8 marzo 1941)
(Giuseppe Isani, Cinema, 10 maggio 1941)